# 타임 보칸 시리즈
타임 보칸 시리즈(Time Bokan Series, タイムボカンシリーズ)는 일본의 다쓰노코 프로덕션이 제작한 애니메이션 시리즈이다.

## 개요
본 시리즈는 동일한 작품이 아니고, 기본 컨셉이나 포맷을 공유한 복수의 작품이, 등장 인물이나 설정을 바꾸면서 계속되고 있는 것이다.각 시리즈 작품에 공통되어, "정의의 편인 주인공들과 악역 3인조"가, "동물을 본뜬 타임 머신 등의 슈퍼 테크놀로지 메카"에서 "타임 트래블"이 10편 이상 제작되고 OVA, 라디오 프로그램, 실사 영화 등의 파생 전개도 이루어지고 있다.

## 시리즈 일람

### TV 애니메이션
- 타임 보칸 (1975)
- 얏타맨 (1977)
- 젠다맨 (1979)
- 타임 패트롤 오타스케맨 (1980)
- 얏토뎃타맨 (1981)
- 역전! 잇파츠맨 (1982)
- 이타다키맨 (1983)
- 타임 보칸 2000 괴도 키라메키맨 (2000)
- 얏타맨 (2008년 애니메이션) (2008)
- 밤의 얏타맨 (2015)
- 타임 보칸 24 (2016)
- 타임 보칸 역습의 3악인 (2017)

### OVA
- 타임 보칸 왕도복고 (1993)

## 같이 보기
- 얏타맨 (영화)